# Oonops globimanus
Oonops globimanus är en spindelart som beskrevs av Simon 1891. Oonops globimanus ingår i släktet Oonops och familjen dansspindlar. Inga underarter finns listade i Catalogue of Life.